# The Art of Being a Girl
The Art of Being a Girl – trzeci album muzyczny amerykańskiej piosenkarki Julee Cruise. Został wydany 20 sierpnia 2002 przez wytwórnię Warner Bros. Records. W tym, wydanym dziewięć lat po poprzednim, albumie Cruise odchodzi od używanego wcześniej dream popu, tworząc muzykę bardziej jazzową i elektroniczną.

## Lista utworów
Poniżej znajduje się kompletna lista utworów w albumie. Długość ścieżek na podstawie danych z AllMusic.
| nr                 | Tytuł                   | Długość  |
| ------------------ | ----------------------- | -------- |
| 1                  | You're Staring at Me    | 3:42     |
| 2                  | The Orbiting Beatnik    | 4:28     |
| 3                  | Falling in Love...      | 5:56     |
| 4                  | The Art of Being a Girl | 4:57     |
| 5                  | Everybody Knows         | 3:11     |
| 6                  | 9th Ave. Limbo          | 5:05     |
| 7                  | Slow Hot Wind           | 3:57     |
| 8                  | Cha Cha in the Dark     | 4:15     |
| 9                  | Shine                   | 4:16     |
| 10                 | Beachcomber Voodoo      | 4:49     |
| 11                 | Three Jack Swing        | 3:53     |
| 12                 | The Fire in Me/Falling  | 15:27    |
| Całkowita długość: | Całkowita długość:      | 01:03:56 |